# Trichocladus
Trichocladus es un  género con tres especies de plantas con flores perteneciente a la familia Hamamelidaceae. Comprende 10 especies descritas y   2 aceptadas.

## Taxonomía
El género fue descrito por Christiaan Hendrik Persoon y publicado en Synopsis Plantarum 2: 597. 1807. La especie tipo es: Trichocladus crinitus Pers.	

## Especies aceptadas
A continuación se brinda un listado de las especies del género Trichocladus aceptadas hasta mayo de 2014, ordenadas alfabéticamente. Para cada una se indica el nombre binomial seguido del autor, abreviado según las convenciones y usos. 
- Trichocladus crinitus Pers.
- Trichocladus ellipticus Eckl. & Zeyh.